# Grand Prix automobile d'Italie 1965
GP précédent GP suivant
Le Grand Prix d'Italie 1965 (XXXVI Gran Premio d'Italia), disputé sur l'Autodromo nazionale di Monza le 12 septembre 1965, est la cent-trente-neuvième épreuve du championnat du monde de Formule 1 courue depuis 1950 et la huitième manche du championnat 1965.

## Contexte avant la course

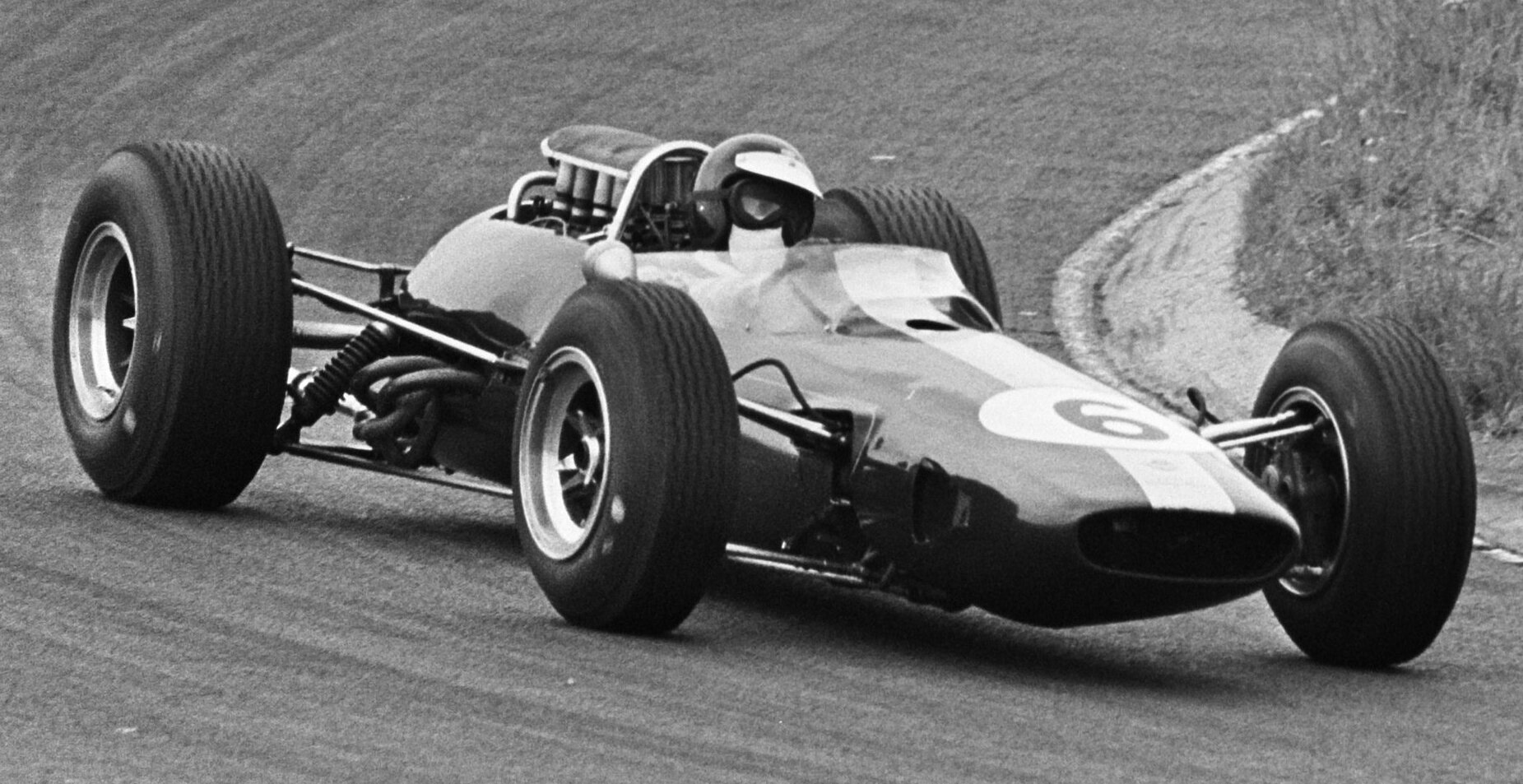
Jim Clark et sa Lotus-Climax ont marqué la saison 1965 de leur empreinte.

### Le championnat du monde
Depuis 1961, la Formule 1 suit la réglementation 1 500 cm3 (dérivée de l'ancienne Formule 2 de la période 1957 à 1960). Initialement prévue pour une période de trois ans, la formule a été prolongée de deux années supplémentaires par la Commission sportive internationale, garantissant la stabilité technique jusqu'à fin 1965, alors que la saison 1966 inaugurera la Formule 1 «3 litres». La réglementation s'appuie sur les points suivants :
- interdiction des moteurs suralimentés
- cylindrée minimale : 1 300 cm3
- cylindrée maximale : 1 500 cm3
- poids minimal : 450 kg (à sec)
- double circuit de freinage obligatoire
- arceau de sécurité obligatoire (le haut du cerceau devant dépasser le casque du pilote)
- démarreur de bord obligatoire
- carburant commercial
- ravitaillement en huile interdit durant la course

Alors que trois manches restent encore à disputer, Jim Clark s'est déjà assuré le titre de champion du monde 1965, le pilote écossais ayant imposé sa Lotus dans les six épreuves qu'il a disputées, ayant en outre remporté les 500 miles d'Indianapolis le lendemain du Grand Prix de Monaco auquel il n'a pu participer, laissant la victoire à la BRM de Graham Hill. La saison est également jouée pour la Coupe des constructeurs, qui revient à Lotus, associé au motoriste Coventry Climax.

### Le circuit
Depuis 1922, l'autodrome de Monza, aménagé en plein cœur du parc de la ville, accueille le Grand Prix d'Italie. Le site comprend un circuit routier de 5,75 kilomètres et un anneau de vitesse ovale de 4,25 kilomètres, la combinaison éventuelle des deux tracés développant dix kilomètres. Les vitesses atteintes par les monoplaces sur l'ovale posant désormais des problèmes de sécurité, les épreuves de Formule 1 se cantonnent, depuis 1962, au seul circuit routier. Ayant accompli un tour à 209,5 km/h de moyenne au volant de sa Ferrari lors de l'édition 1964 du Grand Prix, John Surtees détient le record de la piste.

## Monoplaces en lice
Les organisateurs ont incité les équipes officielles à engager chacune une voiture supplémentaire pour un pilote italien, une initiative appelée «Operazione Italia». Seules les équipes Ferrari, Lotus et Brabham ont souscrit à cette demande de l'Automobile Club local.
- Ferrari 158 & 1512 "Usine"

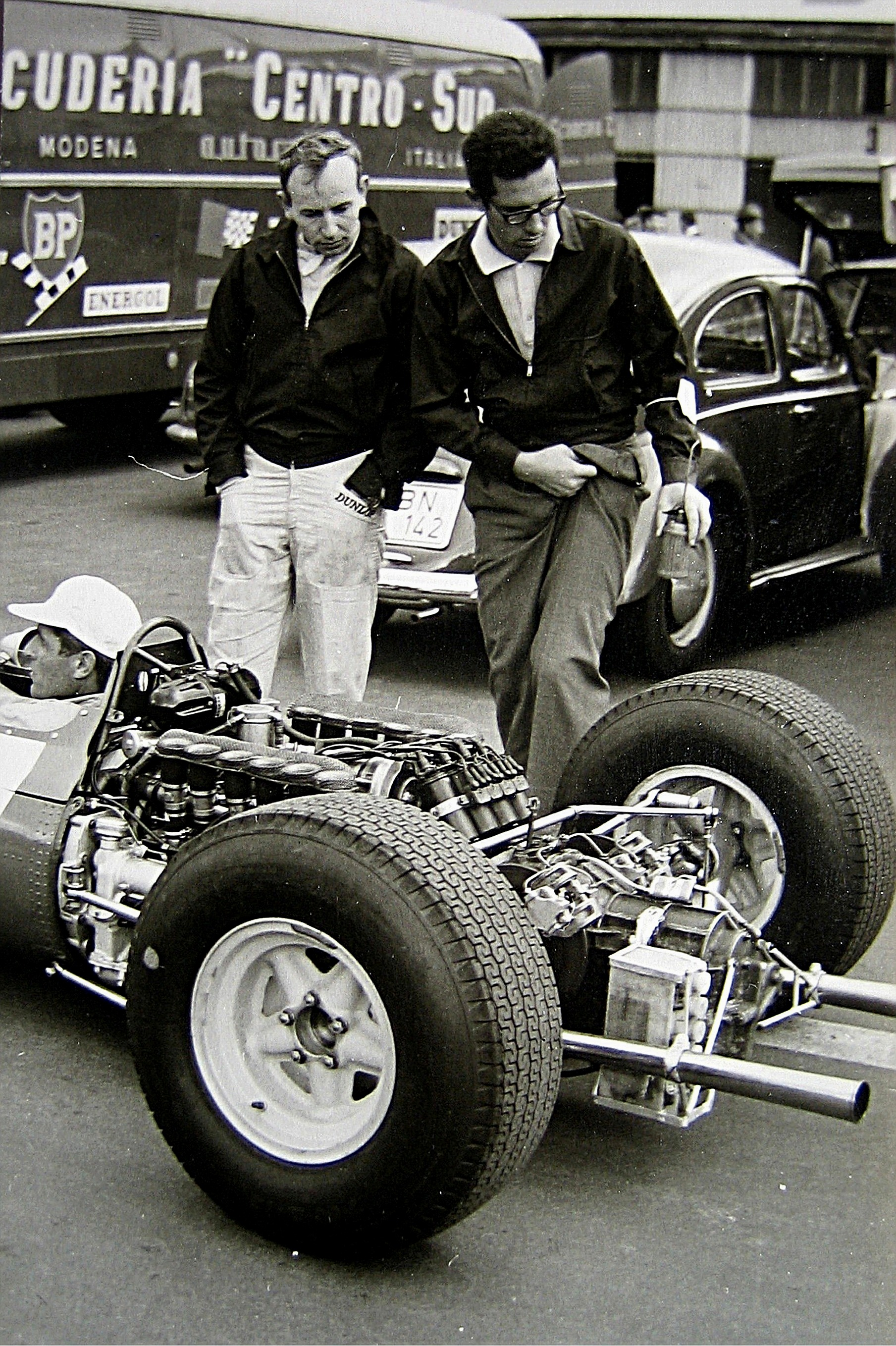
John Surtees, vu ici au côté de l'ingénieur Mauro Forghieri, pilotera une Ferrari 1512.

La Scuderia Ferrari fait honneur au public italien en alignant quatre voitures : trois Ferrari 1512 à moteur douze cylindres à plat pour John Surtees, Lorenzo Bandini et Ludovico Scarfiotti ainsi qu'une 158 à moteur V8 pour Nino Vaccarella. Toutes ont une structure monocoque et sont équipées de freins à disques Dunlop montés dans les roues à l'avant et «inboard» à l'arrière. Leur boîte cinq vitesses est disposée longitudinalement. Le douze cylindres est alimenté par un système d'injection indirecte Lucas et délivre 220 chevaux à 11500 tr/min, alors que le V8, alimenté par injection directe Bosch, fournit 210 chevaux à 11000 tr/min. La 1512 pèse 475 kg à vide, contre 468 pour la 158. Les Ferrari utilisent des pneus Dunlop.
- BRM P261 "Usine"

La British Racing Motors a particulièrement soigné la préparation de ses BRM P261 en vue de l'épreuve italienne. Graham Hill et Jackie Stewart pilotent leurs montures habituelles, tandis que la monoplace accidentée fin juin sur le circuit d'Auvergne, totalement rénovée, fait office de mulet. Les trois voitures sont équipées de la version à sorties d'échappement courtes du moteur V8 et d'une boîte de vitesses à six rapports. Alimenté par un système d'injection indirecte Lucas, le moteur délivre 210 chevaux à 11000 tr/min. Les BRM, à structure monocoque, pèsent environ 460 kg à vide et sont chaussées de pneus Dunlop.
- BRM P57 privées

Les trois BRM P57 de la Scuderia Centro Sud sont présentes. Ces monoplaces à châssis multitubulaire, dont la conception remonte à plus de quatre ans, seront aux mains de Masten Gregory, Roberto Bussinello et Giorgio Bassi. Dotées d'un moteur V8 d'une puissance de l'ordre de 200 chevaux et d'une boîte cinq vitesses, elles pèsent environ 475 kg. Contrairement aux autres monoplaces du plateau, pourvues de jantes de treize pouces de diamètre, elles utilisent encore les anciennes jantes Dunlop de quinze pouces et ne peuvent donc bénéficier des types de gomme les plus récents.
- Lotus 25 & 33 "Usine"

Colin Chapman a engagé deux Lotus 33 pour ses pilotes habituels, Jim Clark et Mike Spence, tandis l'habituelle voiture de réserve de l'équipe, une 25C sur laquelle ont été greffées les évolutions techniques apparues sur la 33 (suspensions améliorées, capot arrière profilé) sera pilotée pour la circonstance par l'espoir italien Geki, champion national de Formule 3 en 1964. Ces monoplaces à structure monocoque, dotées d'un moteur V8 Climax FWMV à injection indirecte Lucas et d'une boîte de vitesses ZF à cinq rapports, pèsent 455 kg à vide. Clark bénéficie de la version la plus évoluée du V8 Climax (vilebrequin plat, 32 soupapes, 213 chevaux à 10500 tr/min) alors que Spence utilise la version précédente, également à vilebrequin plat mais avec distribution à 16 soupapes (d'une puissance de 205 chevaux à 9600 tr/min), tandis que la voiture de Geki a un moteur plus ancien, à manetons décalés, délivrant 198 chevaux à 9500 tr/min. Les Lotus officielles sont équipées de pneus Dunlop
- Lotus 25 & 33 privées

L'écurie Reg Parnell Racing a confié sa Lotus 25C à Richard Attwood et sa 33 à Innes Ireland. Tout juste achevée, la 33 a été construite en récupérant des pièces de la 25 accidentée par Attwood en juin dernier à Francorchamps. Les deux monoplaces sont dotées d'un moteur V8 BRM d'environ 200 chevaux et d'une boîte de vitesses Hewland à cinq rapports.
- Brabham BT7 & BT11 "Usine"

En accord avec l'Automobile Club milanais, le pilote-constructeur Jack Brabham a cédé sa place à Giancarlo Baghetti, au côté de Dan Gurney et de Denny Hulme. La Brabham BT11 de Gurney dispose d'un V8 Climax FWMV en version MkIV (vilebrequin plat, 32 soupapes), la BT11 de Hulme et la BT7 de Baghetti utilisant des versions MkIII (vilebrequin plat, 16 soupapes). Les trois monoplaces, à châssis multitubulaire, sont dotées d'une boîte cinq vitesses Hewland et de pneus Goodyear ; elles pèsent 460 kg à vide.
- Brabham privées

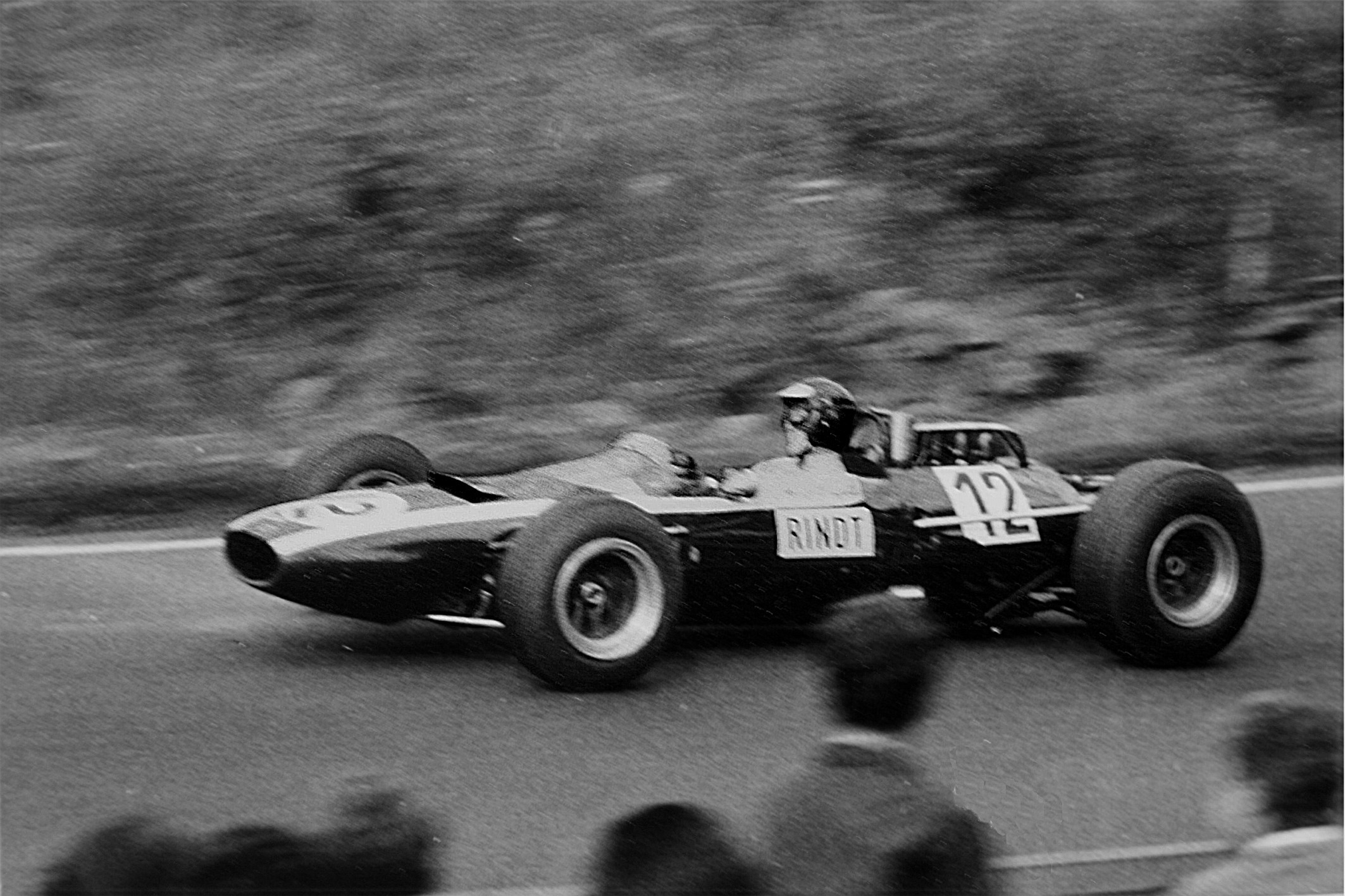
La Cooper T77 à moteur V8 Climax.

Rob Walker aligne son équipe habituelle, composée de Joakim Bonnier (sur une BT7 à moteur V8 Climax) et de Joseph Siffert (sur une BT11 à moteur V8 BRM). Ces deux voitures sont équipées d'une boîte six vitesses Colotti et de pneus Dunlop. L'homme d'affaires britannique John Willment engage sa BT11 à moteur BRM, boîte cinq vitesses Hewland et pneus Goodyear pour l'Australien Frank Gardner. Accidenté au Nürburgring, Bob Anderson n'a pas fini de réparer sa BT7 à moteur V8 Climax et a déclaré forfait, tout comme Ian Raby, qui avait initialement engagé son ancienne Brabham BT3 à moteur BRM mais l'a entre-temps vendue au pilote amateur Tony Dean.
- Cooper T77 & T73 "Usine"

Le constructeur de Surbiton a engagé deux T77 à moteur V8 Climax MkIII pour Bruce McLaren et Jochen Rindt. Dotées d'une boîte six vitesses conçue et réalisée en interne, ces monoplaces à châssis multitubulaire pèsent 460 kg à vide et sont chaussées de pneus Dunlop. Une T73 de la saison précédente, utilisant un moteur identique mais avec une boîte de vitesses Hewland à cinq rapports (plus légère), fait office de mulet.
- Honda RA272 "Usine"

Le constructeur japonais avait volontairement renoncé au Grand Prix d'Allemagne afin d'apporter des améliorations à ses RA272, monoplaces à structure monocoque avec moteur V12 transversal. Les modifications ont porté sur l'affinage de la partie avant, l'abaissement du point d'ancrage de la suspension arrière et du centre de gravité ainsi que sur les sorties d'échappement. Grâce à sa distribution à 48 soupapes et son système d'injection intégré dans les tubulures, le V12 développe plus de 230 chevaux à 12000 tr/min. Deux voitures ont été engagées, pour Richie Ginther et Ronnie Bucknum. Elles sont dotées d'une boîte de vitesses ZF à six rapports et de pneus Goodyear et pèsent 480 kg à vide.

## Coureurs inscrits
| no  | Pilote                           | Écurie                      | Constructeur | Modèle                | N° châssis      | Moteur                                                      | Pneumatiques |
| --- | -------------------------------- | --------------------------- | ------------ | --------------------- | --------------- | ----------------------------------------------------------- | ------------ |
| 2   | John Surtees                     | SpA Ferrari SEFAC           | Ferrari      | Ferrari 1512          | 1512/0007       | Ferrari 207 F12                                             | D            |
| 4   | Lorenzo Bandini                  | SpA Ferrari SEFAC           | Ferrari      | Ferrari 1512          | 1512/0008       | Ferrari 207 F12                                             | D            |
| 6   | Nino Vaccarella                  | SpA Ferrari SEFAC           | Ferrari      | Ferrari 158           | 158/0006        | Ferrari 205B V8                                             | D            |
| 8   | Ludovico Scarfiotti John Surtees | SpA Ferrari SEFAC           | Ferrari      | Ferrari 1512          | 1512/0009       | Ferrari 207 F12                                             | D            |
| 10  | Giancarlo Baghetti               | Brabham Racing Organisation | Brabham      | Brabham BT7           | F1-1-63         | Coventry Climax FWMV MkIII V8                               | G            |
| 12  | Dan Gurney                       | Brabham Racing Organisation | Brabham      | Brabham BT11          | F1-2-64         | Coventry Climax FWMV MkIV V8 Coventry Climax FWMV MkIII V8  | G            |
| 14  | Denny Hulme                      | Brabham Racing Organisation | Brabham      | Brabham BT11          | F1-1-64         | Coventry Climax FWMV MkIII V8                               | G            |
| 16  | Bruce McLaren                    | Cooper Car Company          | Cooper       | Cooper T77            | F1-2-65         | Coventry Climax FWMV MkIII V8                               | D            |
| 18  | Jochen Rindt                     | Cooper Car Company          | Cooper       | Cooper T77 Cooper T73 | F1-1-65 F1-1-64 | Coventry Climax FWMV MkIII V8 Coventry Climax FWMV MkIII V8 | D            |
| 20  | Richie Ginther                   | Honda R&D Company           | Honda        | Honda RA272           | 272-3           | Honda RA272E V12                                            | G            |
| 22  | Ronnie Bucknum                   | Honda R&D Company           | Honda        | Honda RA272           | 272-2           | Honda RA272E V12                                            | G            |
| 24  | Jim Clark                        | Team Lotus                  | Lotus        | Lotus 33              | 33 R11          | Coventry Climax FWMV MkIV V8                                | D            |
| 26  | Mike Spence                      | Team Lotus                  | Lotus        | Lotus 33              | 33 R9           | Coventry Climax FWMV MkIII V8                               | D            |
| 28  | Geki                             | Team Lotus                  | Lotus        | Lotus 25C             | 25 R6           | Coventry Climax FWMV MkIIA V8                               | D            |
| 30  | Graham Hill                      | Owen Racing Organisation    | BRM          | BRM P261              | 2616            | BRM P60 V8                                                  | D            |
| 30T | Graham Hill                      | Owen Racing Organisation    | BRM          | BRM P261              | 2615            | BRM P60 V8                                                  | D            |
| 32  | Jackie Stewart                   | Owen Racing Organisation    | BRM          | BRM P261              | 2617            | BRM P60 V8                                                  | D            |
| 34  | Bob Anderson                     | DW Racing Enterprises       | Brabham      | Brabham BT11          | F1-5-64         | Coventry Climax FWMV MkII V8                                | D            |
| 36  | Ian Raby                         | Ian Raby Racing             | Brabham      | Brabham BT3           | F1-1-62         | BRM P56 V8                                                  | D            |
| 38  | Innes Ireland                    | Reg Parnell Racing          | Lotus        | Lotus 33              | 33 R13          | BRM P56 V8                                                  | D            |
| 40  | Richard Attwood                  | Reg Parnell Racing          | Lotus        | Lotus 25C             | 25 R3           | BRM P56 V8                                                  | D            |
| 42  | Joakim Bonnier                   | Rob Walker Racing Team      | Brabham      | Brabham BT7           | F1-2-63         | Coventry Climax FWMV MkII V8                                | D            |
| 44  | Joseph Siffert                   | Rob Walker Racing Team      | Brabham      | Brabham BT11          | F1-6-64         | BRM P56 V8                                                  | D            |
| 46  | Frank Gardner                    | John Willment Automobiles   | Brabham      | Brabham BT11          | F1-4-64         | BRM P56 V8                                                  | G            |
| 48  | Masten Gregory                   | Scuderia Centro Sud         | BRM          | BRM P57               | 5785            | BRM P56 V8                                                  | D            |
| 50  | Roberto Bussinello               | Scuderia Centro Sud         | BRM          | BRM P57               | 5784            | BRM P56 V8                                                  | D            |
| 52  | Giorgio Bassi                    | Scuderia Centro Sud         | BRM          | BRM P57               | 5781            | BRM P56 V8                                                  | D            |

## Qualifications
Deux séances qualificatives de trois heures et demie chacune sont prévues, les vendredi et samedi précédant la course. Pour chaque session, les organisateurs ont promis une prime de 200 000 lires au pilote le plus rapide et 100 000 lires à celui qui obtiendra le deuxième meilleur temps.

### Première séance - vendredi 10 septembre

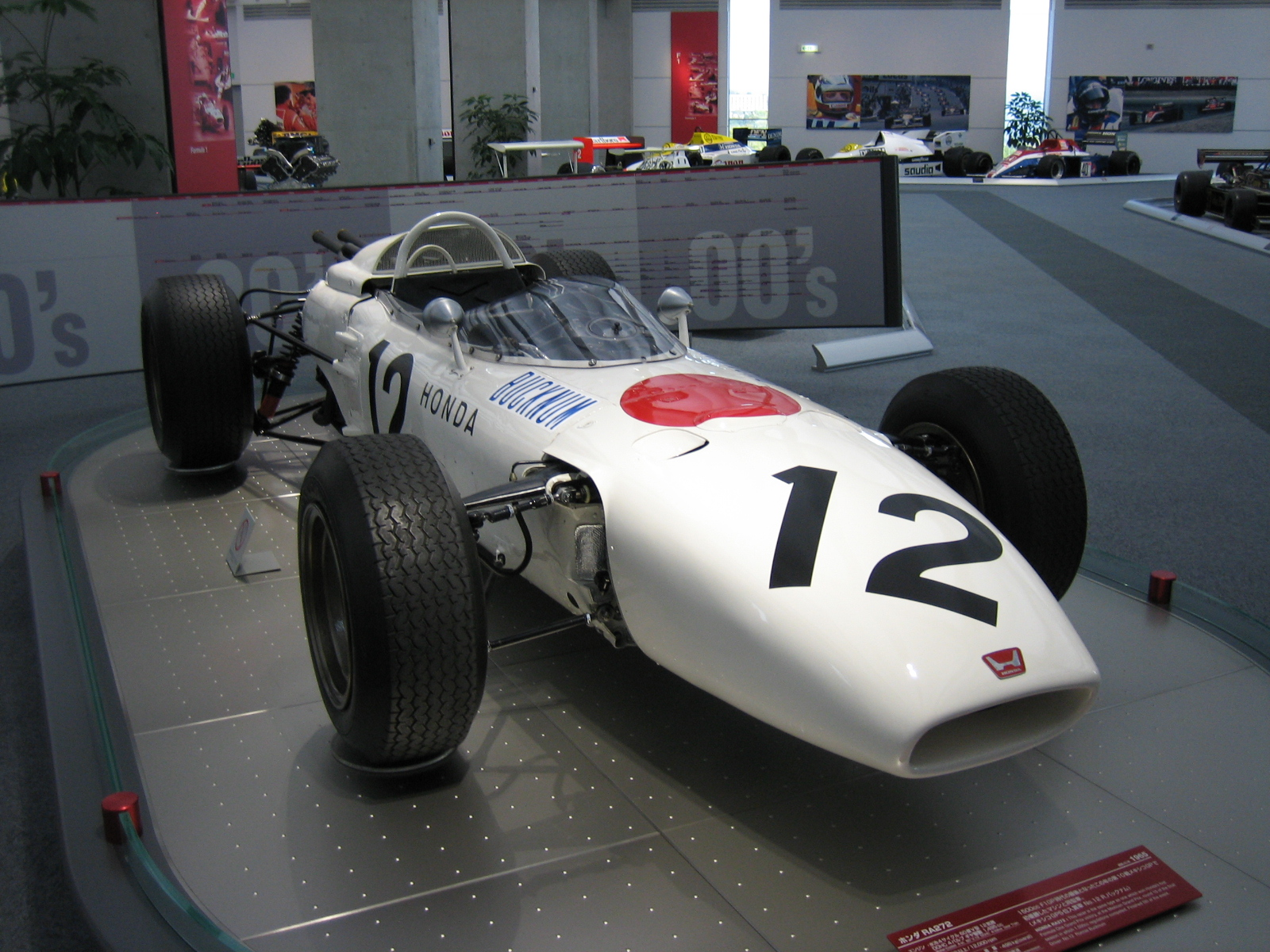
Ronnie Bucknum a réalisé le troisième meilleur temps au volant de sa Honda RA272.

La piste est sèche le vendredi après-midi lorsque commencent les essais qualificatifs, mais le ciel se couvre. Parti reconnaître le parcours de la course de côte du Gaisberg, dernière épreuve du championnat de la montagne 1965, Ludovico Scarfiotti (qui devait piloter l'une des Ferrari à douze cylindres) n'est pas présent, aussi John Surtees pourra-t-il bénéficier en permanence d'une monoplace de rechange. Il ne va d'ailleurs pas tarder à l'utiliser, le moteur de sa propre voiture fonctionnant mal. Le Britannique parvient à tourner à 213,4 km/h de moyenne juste avant que de fortes pluies ne s'abattent sur le circuit. Il ne sera pas battu, reléguant Jim Clark (sur la Lotus à moteur 32 soupapes) à huit dixièmes de seconde. En préparation du grand prix, l'équipe Honda avait préalablement effectué une semaine d'essais privés sur la piste de Monza. Les mises au point effectués s'avèrent payantes et Ronnie Bucknum s'est montré pratiquement aussi rapide que Clark lors de cette première session. Son coéquipier Richie Ginther n'a toutefois pu profiter du niveau de performance des monoplaces japonaises, ayant cassé une soupape après seulement quelques tours. Parmi les favoris, Graham Hill et Jackie Stewart n'ont pas exploité tout le potentiel de leurs BRM, comptant sur la fin de séance pour tenter de s'attribuer les primes offertes, mais la pluie ne leur a pas permis de défendre leurs chances. Dan Gurney n'a pu tourner dans de bonnes conditions, une fuite d'huile étant apparue sur son moteur à 32 soupapes ; le pilote américain est relégué à plus de trois secondes de Surtees. Seul Geki n'a pas pu prendre la piste au cours de cette première journée, Jim Clark et Mike Spence ayant tour à tour pris le volant de la troisième Lotus officielle.
| Pos. | Pilote             | Écurie         | Temps        | Écart    |
| ---- | ------------------ | -------------- | ------------ | -------- |
| 1    | John Surtees       | Ferrari        | 1 min 37 s 0 |          |
| 2    | Jim Clark          | Lotus-Climax   | 1 min 37 s 8 | + 0 s 8  |
| 3    | Ronnie Bucknum     | Honda          | 1 min 37 s 9 | + 0 s 9  |
| 4    | Graham Hill        | BRM            | 1 min 38 s 4 | + 1 s 4  |
| 5    | Jackie Stewart     | BRM            | 1 min 38 s 4 | + 1 s 4  |
| 6    | Lorenzo Bandini    | Ferrari        | 1 min 38 s 4 | + 1 s 4  |
| 7    | Joseph Siffert     | Brabham-BRM    | 1 min 39 s 4 | + 2 s 4  |
| 8    | Mike Spence        | Lotus-Climax   | 1 min 39 s 6 | + 2 s 6  |
| 9    | Richie Ginther     | Honda          | 1 min 39 s 6 | + 2 s 6  |
| 10   | Richard Attwood    | Lotus-BRM      | 1 min 39 s 9 | + 2 s 9  |
| 11   | Jochen Rindt       | Cooper-Climax  | 1 min 40 s 2 | + 3 s 2  |
| 12   | Dan Gurney         | Brabham-Climax | 1 min 40 s 2 | + 3 s 2  |
| 13   | Nino Vaccarella    | Ferrari        | 1 min 40 s 2 | + 3 s 2  |
| 14   | Joakim Bonnier     | Brabham-Climax | 1 min 40 s 5 | + 3 s 5  |
| 15   | Frank Gardner      | Brabham-BRM    | 1 min 40 s 5 | + 3 s 5  |
| 16   | Denny Hulme        | Brabham-Climax | 1 min 40 s 6 | + 3 s 6  |
| 17   | Roberto Bussinello | BRM            | 1 min 41 s 8 | + 4 s 8  |
| 18   | Giancarlo Baghetti | Brabham-Climax | 1 min 43 s 4 | + 6 s 4  |
| 19   | Bruce McLaren      | Cooper-Climax  | 1 min 43 s 8 | + 6 s 8  |
| 20   | Masten Gregory     | BRM            | 1 min 45 s 6 | + 8 s 6  |
| 21   | Giorgio Bassi      | BRM            | 1 min 49 s 1 | + 12 s 1 |
| 22   | Innes Ireland      | Lotus-BRM      | 2 min 00 s 5 | + 23 s 5 |

### Deuxième séance - samedi 11 septembre
Le soleil est revenu pour la deuxième séance d'essais, le samedi après-midi, et la piste a totalement séché. Utilisant une nouvelle fois la voiture destinée à Scarfiotti, Surtees améliore ses performances de la veille et va parvenir à effectuer un tour à 215,4 km/h de moyenne. C'est pourtant Clark qui va s'adjuger la pole position, accomplissant une boucle à 215,8 km/h en fin de séance, battant Surtees de deux dixièmes de seconde. Troisième, Stewart complète la première ligne, précédant son coéquipier Graham Hill et la Ferrari de Lorenzo Bandini. Ginther n'a pas pu tourner de la journée, un piston de sa Honda s'étant cassé au moment de prendre la piste. Son coéquipier Bucknum s'est montré à nouveau compétitif mais un problème de boîte de vitesses a mis prématurément fin à sa session. Il a cependant réalisé le sixième temps et s'élancera à l'extérieur de la troisième ligne. La fuite d'huile du moteur de Gurney n'a pu être réparée et sa monoplace manque de puissance ; il obtient seulement le neuvième temps, à plus de deux secondes de Clark. Ses mécaniciens remplaceront dans la nuit le moteur «32 soupapes» par une version «16 soupapes», plus fiable.

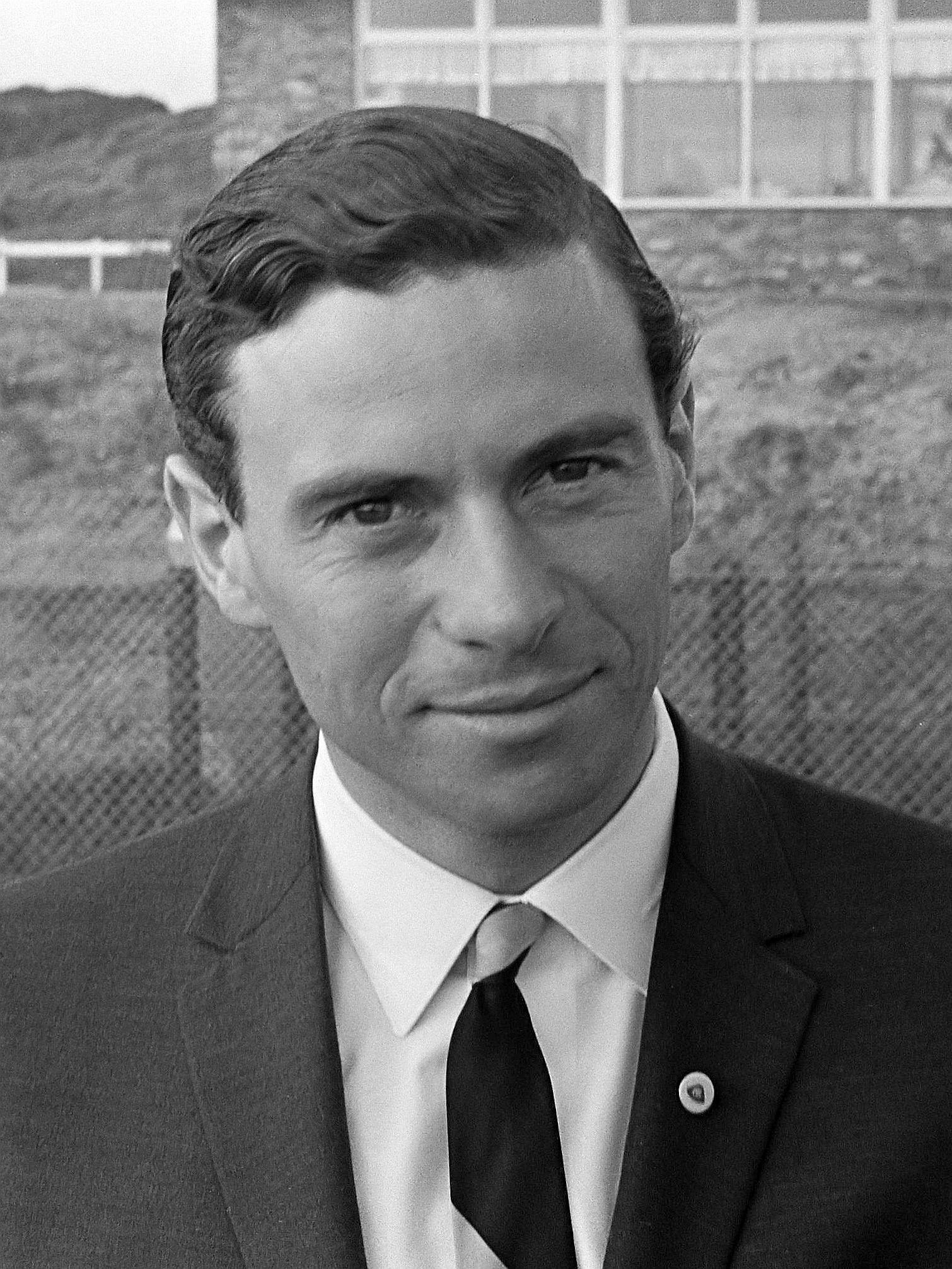
Jim Clark s'est une nouvelle fois montré le plus rapide au terme des deux journées d'essais, obtenant sa cinquième pole position de la saison.

| Pos. | Pilote             | Écurie         | Temps         | Écart    |
| ---- | ------------------ | -------------- | ------------- | -------- |
| 1    | Jim Clark          | Lotus-Climax   | 1 min 35 s 90 |          |
| 2    | John Surtees       | Ferrari        | 1 min 36 s 10 | + 0 s 20 |
| 3    | Jackie Stewart     | BRM            | 1 min 36 s 60 | + 0 s 70 |
| 4    | Graham Hill        | BRM            | 1 min 37 s 10 | + 1 s 20 |
| 5    | Lorenzo Bandini    | Ferrari        | 1 min 37 s 20 | + 1 s 30 |
| 6    | Ronnie Bucknum     | Honda          | 1 min 37 s 30 | + 1 s 40 |
| 7    | Jochen Rindt       | Cooper-Climax  | 1 min 37 s 70 | + 1 s 80 |
| 8    | Mike Spence        | Lotus-Climax   | 1 min 37 s 80 | + 1 s 90 |
| 9    | Dan Gurney         | Brabham-Climax | 1 min 38 s 11 | + 2 s 21 |
| 10   | Joseph Siffert     | Brabham-BRM    | 1 min 38 s 12 | + 2 s 22 |
| 11   | Bruce McLaren      | Cooper-Climax  | 1 min 38 s 26 | + 2 s 36 |
| 12   | Denny Hulme        | Brabham-Climax | 1 min 38 s 30 | + 2 s 40 |
| 13   | Richard Attwood    | Lotus-BRM      | 1 min 38 s 85 | + 2 s 95 |
| 14   | Joakim Bonnier     | Brabham-Climax | 1 min 38 s 90 | + 3 s 00 |
| 15   | Nino Vaccarella    | Ferrari        | 1 min 38 s 91 | + 3 s 01 |
| 16   | Frank Gardner      | Brabham-BRM    | 1 min 38 s 98 | + 3 s 08 |
| 17   | Innes Ireland      | Lotus-BRM      | 1 min 39 s 80 | + 3 s 90 |
| 18   | Giancarlo Baghetti | Brabham-Climax | 1 min 40 s 90 | + 5 s 00 |
| 19   | Geki               | Lotus-Climax   | 1 min 41 s 73 | + 5 s 83 |
| 20   | Roberto Bussinello | BRM            | 1 min 41 s 76 | + 5 s 86 |
| 21   | Masten Gregory     | BRM            | 1 min 42 s 40 | + 6 s 50 |
| 22   | Giorgio Bassi      | BRM            | 1 min 45 s 40 | + 9 s 50 |

### Tableau final des qualifications
| Pos. | Pilote             | Écurie         | Temps         | Écart    | Commentaire               |
| ---- | ------------------ | -------------- | ------------- | -------- | ------------------------- |
| 1    | Jim Clark          | Lotus-Climax   | 1 min 35 s 90 |          | temps réalisé le samedi   |
| 2    | John Surtees       | Ferrari        | 1 min 36 s 10 | + 0 s 20 | temps réalisé le samedi   |
| 3    | Jackie Stewart     | BRM            | 1 min 36 s 60 | + 0 s 70 | temps réalisé le samedi   |
| 4    | Graham Hill        | BRM            | 1 min 37 s 10 | + 1 s 20 | temps réalisé le samedi   |
| 5    | Lorenzo Bandini    | Ferrari        | 1 min 37 s 20 | + 1 s 30 | temps réalisé le samedi   |
| 6    | Ronnie Bucknum     | Honda          | 1 min 37 s 30 | + 1 s 40 | temps réalisé le samedi   |
| 7    | Jochen Rindt       | Cooper-Climax  | 1 min 37 s 70 | + 1 s 80 | temps réalisé le samedi   |
| 8    | Mike Spence        | Lotus-Climax   | 1 min 37 s 80 | + 1 s 90 | temps réalisé le samedi   |
| 9    | Dan Gurney         | Brabham-Climax | 1 min 38 s 11 | + 2 s 21 | temps réalisé le samedi   |
| 10   | Joseph Siffert     | Brabham-BRM    | 1 min 38 s 12 | + 2 s 22 | temps réalisé le samedi   |
| 11   | Bruce McLaren      | Cooper-Climax  | 1 min 38 s 26 | + 2 s 36 | temps réalisé le samedi   |
| 12   | Denny Hulme        | Brabham-Climax | 1 min 38 s 30 | + 2 s 40 | temps réalisé le samedi   |
| 13   | Richard Attwood    | Lotus-BRM      | 1 min 38 s 85 | + 2 s 95 | temps réalisé le samedi   |
| 14   | Joakim Bonnier     | Brabham-Climax | 1 min 38 s 90 | + 3 s 00 | temps réalisé le samedi   |
| 15   | Nino Vaccarella    | Ferrari        | 1 min 38 s 91 | + 3 s 01 | temps réalisé le samedi   |
| 16   | Frank Gardner      | Brabham-BRM    | 1 min 38 s 98 | + 3 s 08 | temps réalisé le samedi   |
| 17   | Richie Ginther     | Honda          | 1 min 39 s 60 | + 3 s 70 | temps réalisé le vendredi |
| 18   | Innes Ireland      | Lotus-BRM      | 1 min 39 s 80 | + 3 s 90 | temps réalisé le samedi   |
| 19   | Giancarlo Baghetti | Brabham-Climax | 1 min 40 s 90 | + 5 s 00 | temps réalisé le samedi   |
| 20   | Geki               | Lotus-Climax   | 1 min 41 s 73 | + 5 s 83 | temps réalisé le samedi   |
| 21   | Roberto Bussinello | BRM            | 1 min 41 s 76 | + 5 s 86 | temps réalisé le samedi   |
| 22   | Masten Gregory     | BRM            | 1 min 42 s 40 | + 6 s 50 | temps réalisé le samedi   |
| 23   | Giorgio Bassi      | BRM            | 1 min 45 s 40 | + 9 s 50 | temps réalisé le samedi   |

## Grille de départ
| 1re ligne | Pos. 1                        |                               | Pos. 2                       |                                  | Pos. 3                      |
|           | Clark Lotus 1 min 35 s 9      |                               | Surtees Ferrari 1 min 36 s 1 |                                  | Stewart BRM 1 min 36 s 6    |
| 2e ligne  |                               | Pos. 4                        |                              | Pos. 5                           |                             |
|           |                               | G. Hill BRM 1 min 37 s 1      |                              | Bandini Ferrari 1 min 37 s 2     |                             |
| 3e ligne  | Pos. 6                        |                               | Pos. 7                       |                                  | Pos. 8                      |
|           | Bucknum Honda 1 min 37 s 3    |                               | Rindt Cooper 1 min 37 s 7    |                                  | Spence Lotus 1 min 37 s 8   |
| 4e ligne  |                               | Pos. 9                        |                              | Pos. 10                          |                             |
|           |                               | Gurney Brabham 1 min 38 s 11  |                              | Siffert Brabham 1 min 38 s 12    |                             |
| 5e ligne  | Pos. 11                       |                               | Pos. 12                      |                                  | Pos. 13                     |
|           | McLaren Cooper 1 min 38 s 26  |                               | Hulme Brabham 1 min 38 s 3   |                                  | Attwood Lotus 1 min 38 s 85 |
| 6e ligne  |                               | Pos. 14                       |                              | Pos. 15                          |                             |
|           |                               | Bonnier Brabham 1 min 38 s 9  |                              | Vaccarella Ferrari 1 min 38 s 91 |                             |
| 7e ligne  | Pos. 16                       |                               | Pos. 17                      |                                  | Pos. 18                     |
|           | Gardner Brabham 1 min 38 s 98 |                               | Ginther Honda 1 min 39 s 6   |                                  | Ireland Lotus 1 min 39 s 8  |
| 8e ligne  |                               | Pos. 19                       |                              | Pos. 20                          |                             |
|           |                               | Baghetti Brabham 1 min 40 s 9 |                              | Geki Lotus 1 min 41 s 73         |                             |
| 9e ligne  | Pos. 21                       |                               | Pos. 22                      |                                  | Pos. 23                     |
|           | Bussinello BRM 1 min 41 s 76  |                               | Bassi BRM 1 min 45 s 4       |                                  | Gregory BRM 1 min 45 s 6    |

- Note : lors de la deuxième séance de qualification, Masten Gregory avait accompli un tour en 1 min 42 s 4, soit le 22e temps des essais ; ce temps n'a cependant pas été retenu, car réalisé sur la monoplace de son coéquipier Giorgio Bassi, et le temps attribué à Gregory est celui réalisé sur sa propre voiture au cours de la première séance d'essais[12].

## Déroulement de la course
De fortes pluies s'abattent sur le circuit le dimanche matin, au moment où se déroule la course de Formule 3 (qui sera remportée par la Lotus 35 de Bob Bondurant), mais le soleil fait ensuite son apparition et au moment du départ du Grand Prix, à quinze heures trente, la piste a totalement séché. Alors que John Surtees ne peut lancer correctement sa Ferrari à cause d'un problème d'embrayage et que Jim Clark fait un peu trop patiner les roues de sa Lotus, Graham Hill effectue un envol parfait depuis la deuxième ligne et parvient à prendre un léger avantage sur son coéquipier Jackie Stewart et sur le nouveau champion du monde. Au volant de sa Ferrari, Lorenzo Bandini est également très bien parti, se portant presque à la hauteur de Stewart. Alors que Surtees se fait déborder de toutes parts, Hill vire en tête dans la Curva Grande, juste devant son coéquipier. Clark va cependant parvenir à déborder les deux BRM au cours de ce premier tour, repassant devant les stands avec deux dixièmes de seconde d'avance sur Clark et quatre sur Hill. Bandini n'est qu'à quelques longueurs ; il précède la Brabham de Joseph Siffert et la Lotus de Mike Spence. Surtees n'est alors que treizième mais commence à remonter ses adversaires, son embrayage ayant cessé de patiner. Alors que les trois premiers bataillent fermement, échangeant continuellement leurs positions, Dan Gurney revient dans les roues de Spence, qu'il dépasse au début du troisième tour avant de s'en prendre à Siffert et de se placer dans le sillage de Bandini. Surtees, qui vient de battre le record de la piste à 211 km/h de moyenne, est remonté à la huitième place, à sept secondes des hommes de tête. Le pilote britannique poursuit son effort et, trois tours plus tard, a réduit son retard de moitié, ayant presque rejoint Siffert. Devant, Stewart, Clark et Hill continuent à se disputer le commandement, juste devant Gurney, Bandini et Spence, les six premiers étant groupés en deux secondes. Alors que la monoplace de Siffert manque de puissance pour tenir le rythme imprimé à la course, Surtees rejoint bientôt le peloton de tête après avoir porté le record à plus de 212 km/h de moyenne. Après dix tours, les positions restent extrêmement serrées, l'ordre dans le groupe des sept premiers, emmené provisoirement par Clark, changeant continuellement. Siffert, isolé à la huitième place, compte alors huit secondes de retard ; beaucoup plus loin la Honda de Richie Ginther mène un peloton comprenant huit monoplaces. En tête, la bataille continue à faire rage, Stewart apparaissant le plus souvent au commandement, mais Spence commence à avoir des difficultés à suivre et, au quart de la course, la deuxième Lotus a perdu le contact avec les six premiers, tandis que le deuxième peloton, toujours animé par Ginther, est en passe de rejoindre Siffert. Après avoir occupé momentanément la tête, Surtees semble désormais un peu moins à l'aise ; il se maintient quelques tours encore en embuscade avant de rétrograder derrière la Brabham de Gurney, laissant Clark et Stewart en découdre pour la première place, les deux pilotes écossais étant parfois momentanément devancés par Hill. À partir du trentième tour, la messe semble dite pour Surtees, l'embrayage de sa Ferrari patinant de nouveau. Aspiré par la Brabham de Gurney, le pilote Ferrari continue à faire illusion quelque temps, mais la situation empire et peu avant la mi-course l'embrayage lâche totalement et il ne peut que regagner son stand en roue libre avant d'abandonner, causant une vive déception au sein du public italien. Son coéquipier Bandini préfère alors lever un peu le pied pour ménager sa mécanique et perd aussitôt le contact avec le groupe de tête, maintenant réduit à quatre voitures. Gurney parvient, malgré une voiture moins puissante, à rester dans le sillage de ses adversaires, sans toutefois porter d'attaque, alors que les trois autres pilotes continuent à en découdre. Seul à lutter contre les deux BRM, Clark s'est adjugé le record du tour, à plus de 213 km/h. Mais les monoplaces de Stewart et Hill bénéficient d'une meilleure vitesse de pointe, leur permettant de reprendre aisément l'avantage dans la longue ligne droite. Assez loin des leaders et de Bandini, Spence se maintient en sixième position, quarante secondes devant un peloton de six voitures à l'avant duquel on trouve le plus souvent la Cooper de Bruce McLaren ou la Brabham de Siffert, qui se montre une nouvelle fois le meilleur représentant des écuries privées. Il va cependant perdre le bénéfice de sa méritoire prestation, sa boîte de vitesses le lâchant au cours du quarante-quatrième tour alors qu'il occupait la septième place, étant parvenu à prendre l'ascendant sur McLaren.

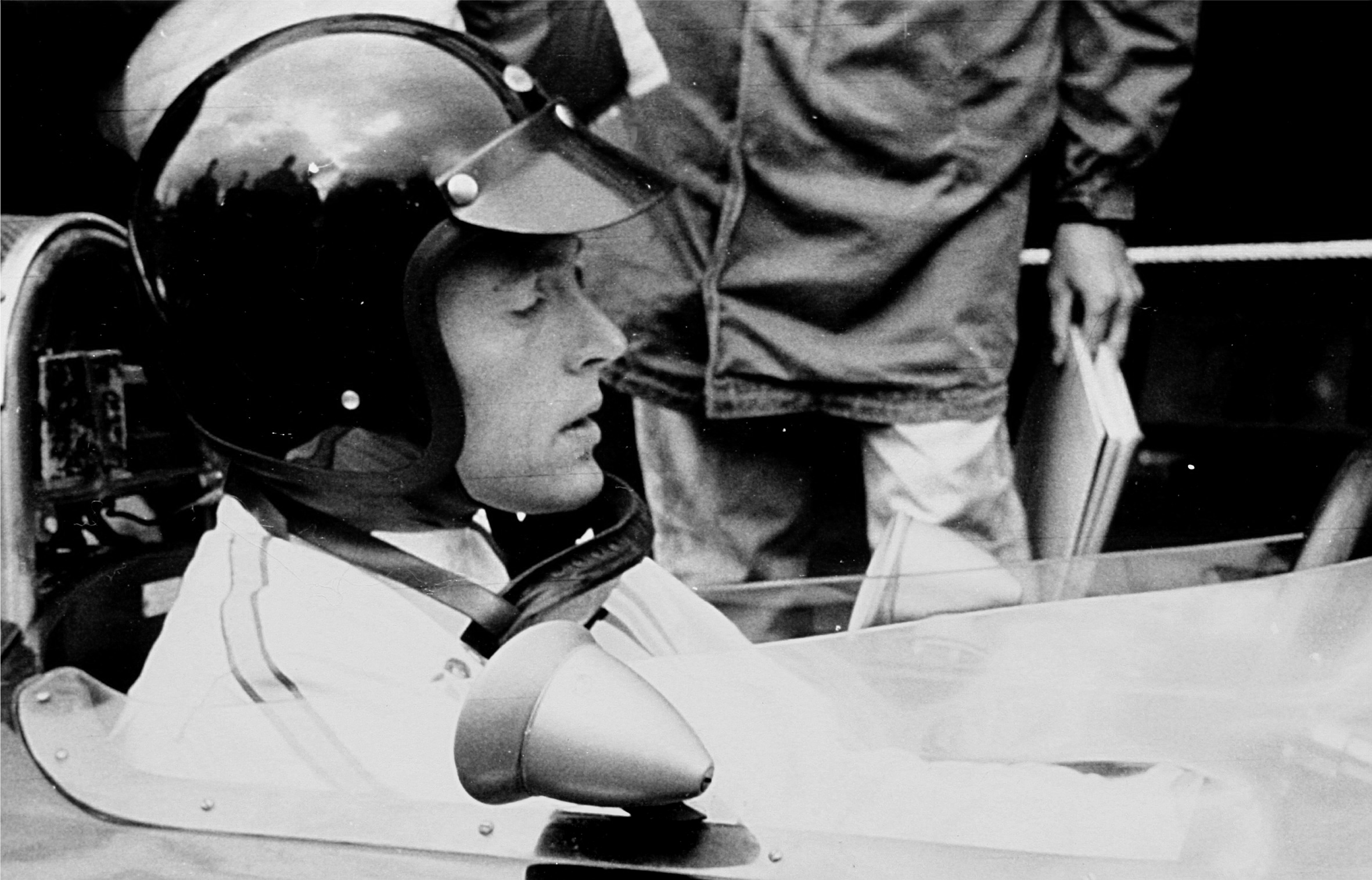
Après avoir longtemps figuré dans le groupe de tête, Dan Gurney a perdu ses chances de victoire lors du dépassement des attardés. Le pilote californien terminera à la troisième place au volant de sa Brabham.

Clark profite habilement de l'aspiration des deux BRM pour accomplir un tour à près de 215 km/h de moyenne et reprendre momentanément le commandement, mais le dépassement du groupe comprenant, outre la Cooper de McLaren, les Lotus d'Innes Ireland et de Richard Attwood, la Honda de Ginther et la Brabham de Denny Hulme, va perturber le déroulement de la course : gêné par un des attardés, Gurney perd le contact avec ses adversaires et, ne pouvant plus bénéficier de l'aspiration, ne parviendra pas à recoller au trio de tête. Aux deux tiers de l'épreuve, le pilote californien est à plus de deux secondes de Hill, Clark et Stewart (les trois hommes étant toujours roues), et son retard va dès lors rapidement s'accentuer. À moins de vingt tours de l'arrivée, Clark est toujours en mesure de résister à ses deux adversaires mais son moteur va alors commencer à perdre de sa puissance ; le champion écossais parvient néanmoins à rester au contact des deux BRM, mais ne semble plus en mesure de reprendre l'avantage, la pompe à essence de sa Lotus ne débitant plus suffisamment. Stewart ne commet aucune faute et résiste crânement à Hill, les deux coéquipiers passant souvent de front devant les stands, quelques dixièmes de seconde devant Clark. Toujours quatrième, Gurney est à treize secondes. Bandini, qui assure sagement sa cinquième place, est quarante secondes plus loin tandis que Spence, sixième, accuse près d'un tour de retard. À la fin du soixante-quatrième tour, c'est la consternation au sein du Team Lotus : Stewart et Hill sont seuls en tête et Clark ne passe plus, pompe à essence totalement hors d'usage, alors que son coéquipier Spence vient également d'abandonner, allumage défaillant. La victoire ne peut plus échapper à l'un des pilotes BRM, qui roulent toujours de concert. Gurney est dix-huit secondes plus loin et Bandini à plus d'une minute. Seuls ces quatre pilotes sont dans le même tour. Auteur d'une prestation exemplaire, Ireland occupe une belle cinquième place, devançant d'une seconde McLaren. Aucune consigne ne venant de leur stand, Stewart et Hill continuent à en découdre et à échanger leurs positions. Alors qu'Ireland, ralenti par des problèmes d'arrivée d'essence, perd le bénéfice de sa belle course au profit de McLaren et Attwood, l'issue de la bataille reste toujours incertaine. À deux tours de la fin, Hill et Stewart avalent la ligne droite de front. Une minute et demie plus tard, les deux hommes sortent de la parabolique côte à côte, Hill tentant de se maintenir à l'extérieur. Surpris par les gravillons répandus sur cette partie généralement inutilisée de la piste, le pilote anglais part en dérapage ; il parvient tant bien que mal à reprendre le contrôle de sa machine mais a perdu de précieuses secondes. Stewart a désormais course gagnée. Le jeune pilote écossais accomplit sereinement la dernière boucle pour remporter sa première victoire en championnat du monde, devant son illustre coéquipier. Troisième devant Bandini, Gurney complète le podium. McLaren et Attwood, qui évoluaient à un tour et demi des hommes de tête, terminent respectivement cinquième et sixième.

### Classements intermédiaires
Classements intermédiaires des monoplaces aux premier, troisième, cinquième, huitième, dixième, douzième, quinzième, vingtième, vingt-cinquième, trentième, trente-huitième, quarantième, quarante-cinquième, cinquantième, soixantième et soixante-dixième tours,.

### Classement de la course

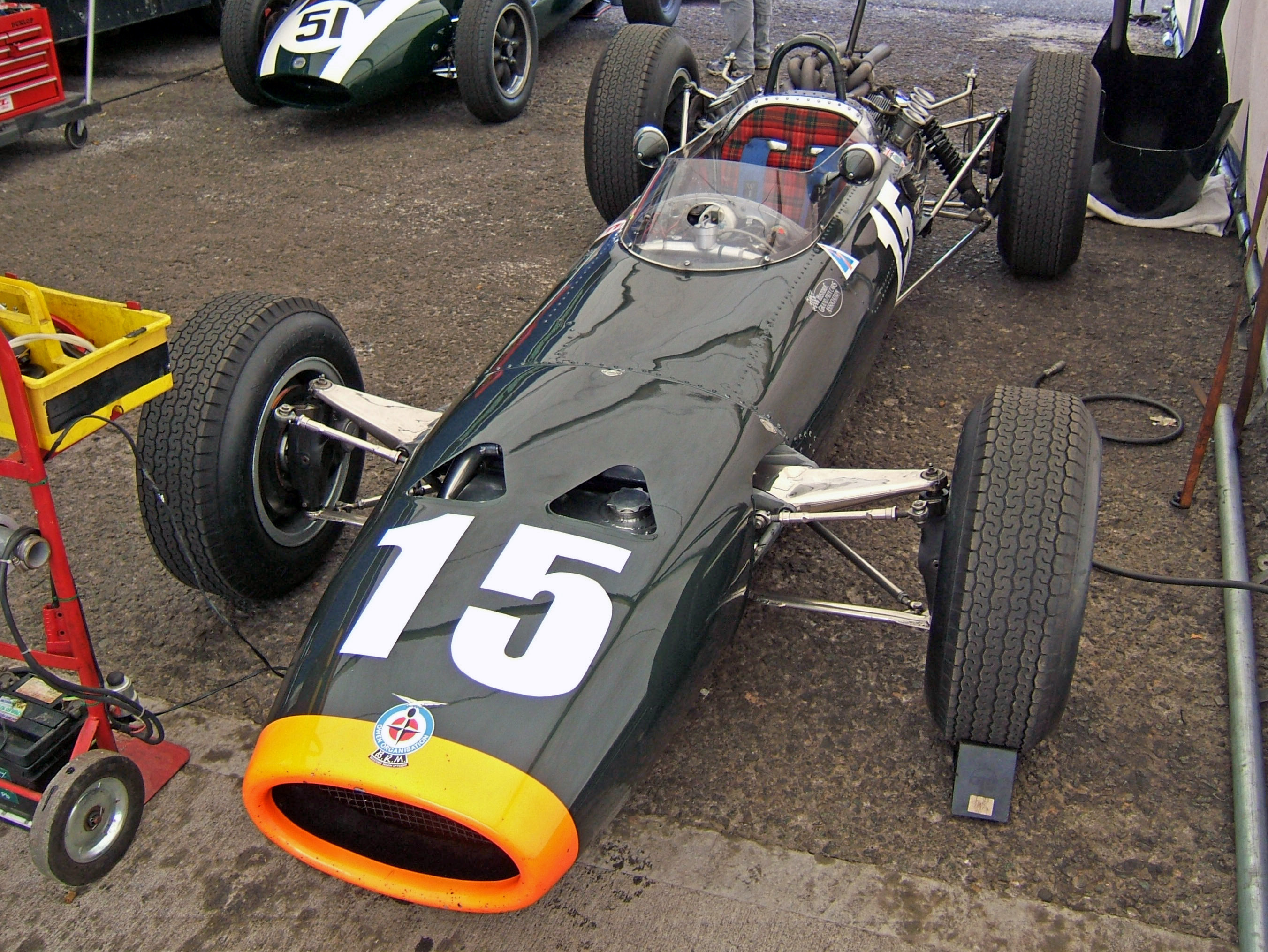
Les BRM P261 se sont octroyées les deux premières places à Monza.

| Pos  | N° | Pilote             | Écurie         | Tours | Temps/Abandon                      | Grille | Points |
| ---- | -- | ------------------ | -------------- | ----- | ---------------------------------- | ------ | ------ |
| 1    | 32 | Jackie Stewart     | BRM            | 76    | 2 h 04 min 52 s 8                  | 3      | 9      |
| 2    | 30 | Graham Hill        | BRM            | 76    | 2 h 04 min 56 s 1 (+ 3 s 3)        | 4      | 6      |
| 3    | 12 | Dan Gurney         | Brabham-Climax | 76    | 2 h 05 min 09 s 3 (+ 16 s 5)       | 9      | 4      |
| 4    | 4  | Lorenzo Bandini    | Ferrari        | 76    | 2 h 06 min 08 s 7 (+ 1 min 15 s 9) | 5      | 3      |
| 5    | 16 | Bruce McLaren      | Cooper-Climax  | 75    | 2 h 05 min 38 s 8 (+ 1 tour)       | 11     | 2      |
| 6    | 40 | Richard Attwood    | Lotus-BRM      | 75    | 2 h 05 min 57 s 8 (+ 1 tour)       | 13     | 1      |
| 7    | 42 | Jo Bonnier         | Brabham-Climax | 74    | 2 h 05 min 17 s 8 (+ 2 tours)      | 14     |        |
| 8    | 18 | Jochen Rindt       | Cooper-Climax  | 74    | 2 h 05 min 18 s 2 (+ 2 tours)      | 7      |        |
| 9    | 38 | Innes Ireland      | Lotus-BRM      | 74    | 2 h 07 min 18 s 3 (+ 2 tours)      | 18     |        |
| 10   | 24 | Jim Clark          | Lotus-Climax   | 63    | Pompe à essence                    | 1      |        |
| 11   | 26 | Mike Spence        | Lotus-Climax   | 62    | Alternateur                        | 8      |        |
| 12   | 6  | Nino Vaccarella    | Ferrari        | 58    | Moteur                             | 15     |        |
| 13   | 50 | Roberto Bussinello | BRM            | 58    | Pression d'huile                   | 21     |        |
| 14   | 20 | Richie Ginther     | Honda          | 56    | Allumage                           | 17     |        |
| Abd. | 14 | Denny Hulme        | Brabham-Climax | 46    | Suspension                         | 12     |        |
| Abd. | 46 | Frank Gardner      | Brabham-BRM    | 45    | Moteur                             | 16     |        |
| Abd. | 44 | Jo Siffert         | Brabham-BRM    | 43    | Boîte de vitesses                  | 10     |        |
| Abd. | 28 | Geki               | Lotus-Climax   | 37    | Boîte de vitesses                  | 20     |        |
| Abd. | 8  | John Surtees       | Ferrari        | 34    | Embrayage                          | 2      |        |
| Abd. | 22 | Ronnie Bucknum     | Honda          | 27    | Allumage                           | 6      |        |
| Abd. | 48 | Masten Gregory     | BRM            | 22    | Boîte de vitesses                  | 23     |        |
| Abd. | 10 | Giancarlo Baghetti | Brabham-Climax | 12    | Moteur                             | 19     |        |
| Abd. | 52 | Giorgio Bassi      | BRM            | 8     | Moteur                             | 22     |        |

Légende :
- Abd.=Abandon

### Pole position et record du tour
- Pole position :  Jim Clark (Lotus) en 1 min 35 s 9 (vitesse moyenne : 215,850 km/h). Temps réalisé lors de la séance d'essais du samedi 11 septembre[1].
- Meilleur tour en course :  Jim Clark (Lotus) en 1 min 36 s 4 (vitesse moyenne : 214,730 km/h) au quarante-sixième tour.

#### Évolution du record du tour en course
Le meilleur tour fut amélioré neuf fois au cours de l'épreuve.

### Tours en tête
- Jim Clark : 19 tours (1-2 / 4 / 7 / 10 / 18 / 21 / 27 / 33-36 / 38 / 44 / 46 / 51 / 53-54 / 57)
- Graham Hill : 13 tours (3 / 5 / 25-26 / 28 / 40 / 45 / 50 / 55-56 / 70-71 / 73)
- Jackie Stewart : 43 tours (6 / 8-9 / 11-14 / 16-17 / 19-20 / 22-24 / 29-32 / 37 / 39 / 41-43 / 47-49 / 52 / 58-69 / 72 / 74-76)
- John Surtees : 1 tour (15)

## Classement général à l'issue de la course
- Attribution des points : 9, 6, 4, 3, 2, 1 respectivement aux six premiers de chaque épreuve.
- Pour la coupe des constructeurs, même barème et seule la voiture la mieux classée de chaque équipe inscrit des points.
- Seuls les six meilleurs résultats sont comptabilisés. Graham Hill doit donc décompter les deux points acquis en Belgique et les deux points acquis en France et Jackie Stewart doit décompter le point marqué en Afrique du Sud. Pour la coupe des constructeurs, BRM doit décompter les quatre points marqués en Afrique du Sud et les six marqués en Allemagne.
- Le règlement permet aux pilotes de se relayer sur une même voiture, les points éventuellement acquis étant alors perdus pour pilotes et constructeur
- Sur onze manches qualificatives prévues pour le championnat du monde 1965, dix ont été maintenues au calendrier, les organisateurs du Grand Prix d'Autriche (programmé le 22 août) ayant pris en février la décision d'annuler l'épreuve[19].

| Pos. | Pilote          | Écurie  | Points  | AFS | MON | BEL | FRA | GBR | NL | ALL | ITA | USA | MEX |
| ---- | --------------- | ------- | ------- | --- | --- | --- | --- | --- | -- | --- | --- | --- | --- |
| 1    | Jim Clark       | Lotus   | 54      | 9   | -   | 9   | 9   | 9   | 9  | 9   | -   |     |     |
| 2    | Graham Hill     | BRM     | 34 (38) | 4   | 9   | (2) | (2) | 6   | 3  | 6   | 6   |     |     |
| 3    | Jackie Stewart  | BRM     | 33 (34) | (1) | 4   | 6   | 6   | 2   | 6  | -   | 9   |     |     |
| 4    | John Surtees    | Ferrari | 17      | 6   | 3   | -   | 4   | 4   | -  | -   | -   |     |     |
| 5    | Dan Gurney      | Brabham | 13      | -   | -   | -   | -   | 1   | 4  | 4   | 4   |     |     |
| 6    | Lorenzo Bandini | Ferrari | 10      | -   | 6   | -   | -   | -   | -  | 1   | 3   |     |     |
|      | Bruce McLaren   | Cooper  | 10      | 2   | 2   | 4   | -   | -   | -  | -   | 2   |     |     |
| 8    | Mike Spence     | Lotus   | 6       | 3   | -   | -   | -   | 3   | -  | -   | -   |     |     |
| 9    | Denny Hulme     | Brabham | 5       | -   | -   | -   | 3   | -   | 2  | -   | -   |     |     |
|      | Jack Brabham    | Brabham | 5       | -   | -   | 3   | -   | -   | -  | 2   | -   |     |     |
| 11   | Jochen Rindt    | Cooper  | 3       | -   | -   | -   | -   | -   | -  | 3   | -   |     |     |
| 12   | Joseph Siffert  | Brabham | 2       | -   | 1   | -   | 1   | -   | -  | -   | -   |     |     |
|      | Richie Ginther  | Honda   | 2       | -   | -   | 1   | -   | -   | 1  | -   | -   |     |     |
| 14   | Richard Attwood | Lotus   | 1       | -   | -   | -   | -   | -   | -  | -   | 1   |     |     |

| Pos. | Écurie         | Points  | AFS | MON | BEL | FRA | GBR | NL | ALL | ITA | USA | MEX |
| ---- | -------------- | ------- | --- | --- | --- | --- | --- | -- | --- | --- | --- | --- |
| 1    | Lotus-Climax   | 54      | 9   | -   | 9   | 9   | 9   | 9  | 9   | -   |     |     |
| 2    | BRM            | 42 (52) | (4) | 9   | 6   | 6   | 6   | 6  | (6) | 9   |     |     |
| 3    | Ferrari        | 24      | 6   | 6   | -   | 4   | 4   | -  | 1   | 3   |     |     |
| 4    | Brabham-Climax | 19      | -   | -   | 3   | 3   | 1   | 4  | 4   | 4   |     |     |
| 5    | Cooper-Climax  | 13      | 2   | 2   | 4   | -   | -   | -  | 3   | 2   |     |     |
| 6    | Brabham-BRM    | 2       | -   | 1   | -   | 1   | -   | -  | -   | -   |     |     |
|      | Honda          | 2       | -   | -   | 1   | -   | -   | 1  | -   | -   |     |     |
| 8    | Lotus-BRM      | 1       | -   | -   | -   | -   | -   | -  | -   | 1   |     |     |

## À noter

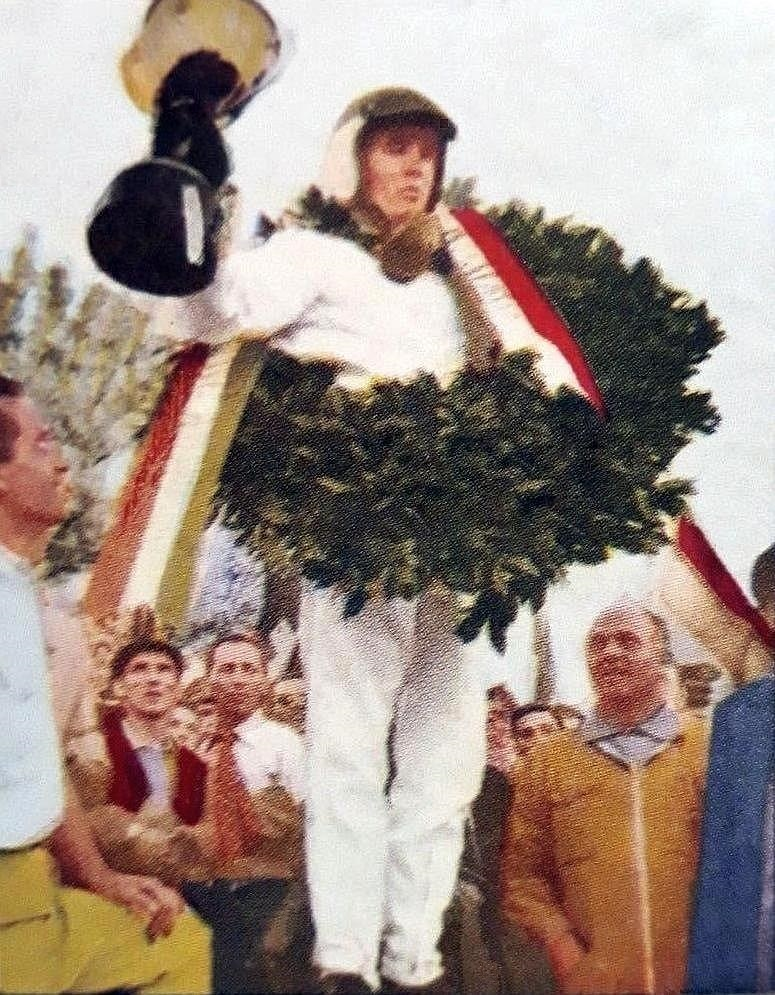
Jackie Stewart remporte son premier Grand Prix de championnat du monde.

- 1re victoire  en championnat du monde pour Jackie Stewart, sa deuxième en F1, le pilote écossais ayant auparavant remporté l'International Trophy 1965 (hors championnat[20]).
- 11e victoire en championnat du monde pour BRM en tant que constructeur.
- 11e victoire en championnat du monde pour BRM en tant que motoriste.
- Unique Grand Prix de championnat du monde de Giorgio Bassi.
- Dernier Grand Prix de championnat du monde de Roberto Bussinello, Masten Gregory et Nino Vaccarella.
- 1er point en championnat du monde pour Richard Attwood.